# Mozarteum
Con il nome di Mozarteum sono indicati la scuola musicale e il luogo deputato alla raccolta e alla conservazione dei documenti relativi alla vita e all'opera di Wolfgang Amadeus Mozart. Esso venne fondato il 22 aprile 1841 a Salisburgo e oggi con questa denominazione vengono ricomprese tre differenti istituzioni: l'università (Universität Mozarteum), la fondazione internazionale (Internationale Stiftung Mozarteum) e l'orchestra (Mozarteumorchester Salzburg).

## Universität Mozarteum
Nel 1880 venne fondata la Öffentliche Musikschule Mozarteum (Scuola musicale pubblica Mozarteum), che nel 1914 fu riconosciuta come conservatorio. Dopo aver assunto nel 1939 il nome di Reichshochschule Mozarteum (Regia scuola superiore Mozarteum), nel 1945 prese il nome di Musikhochschule (Scuola superiore musicale) e quindi, nel 1953, quello di Akademie für Musik und darstellende Kunst "Mozarteum" in Salzburg (Accademia per la musica e le arti figurative "Mozarteum" in Salisburgo). Nel 1970 l'accademia venne nuovamente ribattezzata come scuola superiore.
Dal 1998 l'istituzione è denominata Universität Mozarteum Salzburg. Essa offre numerosi corsi di specializzazione per strumenti ad arco, a fiato, a pizzico e a percussione, nonché per la formazione nell'ambito dell'arte concertistica, del teatro e della pedagogia musicale. Oggi ha la sua sede principale nella Rainerstraße, nel quartiere di Neustadt, accanto al giardino del Castello di Mirabell. L'edificio è stato riaperto nel 2006 dopo un'ampia ristrutturazione. L'annuale edizione dell'Almanacco è pubblicata nella casa editrice Hollitzer.

## Internationale Stiftung Mozarteum
La Internationale Stiftung Mozarteum (Fondazione internazionale Mozarteum) venne fondata nel 1880 allo scopo di sostenere le persone dotate di talento musicale. Nel 1931 venne costituito il Zentralinstitutes für Mozartforschung (Istituto centrale per la ricerca mozartiana), che a partire dal 1954 curò la pubblicazione della Neue Mozart-Ausgabe.

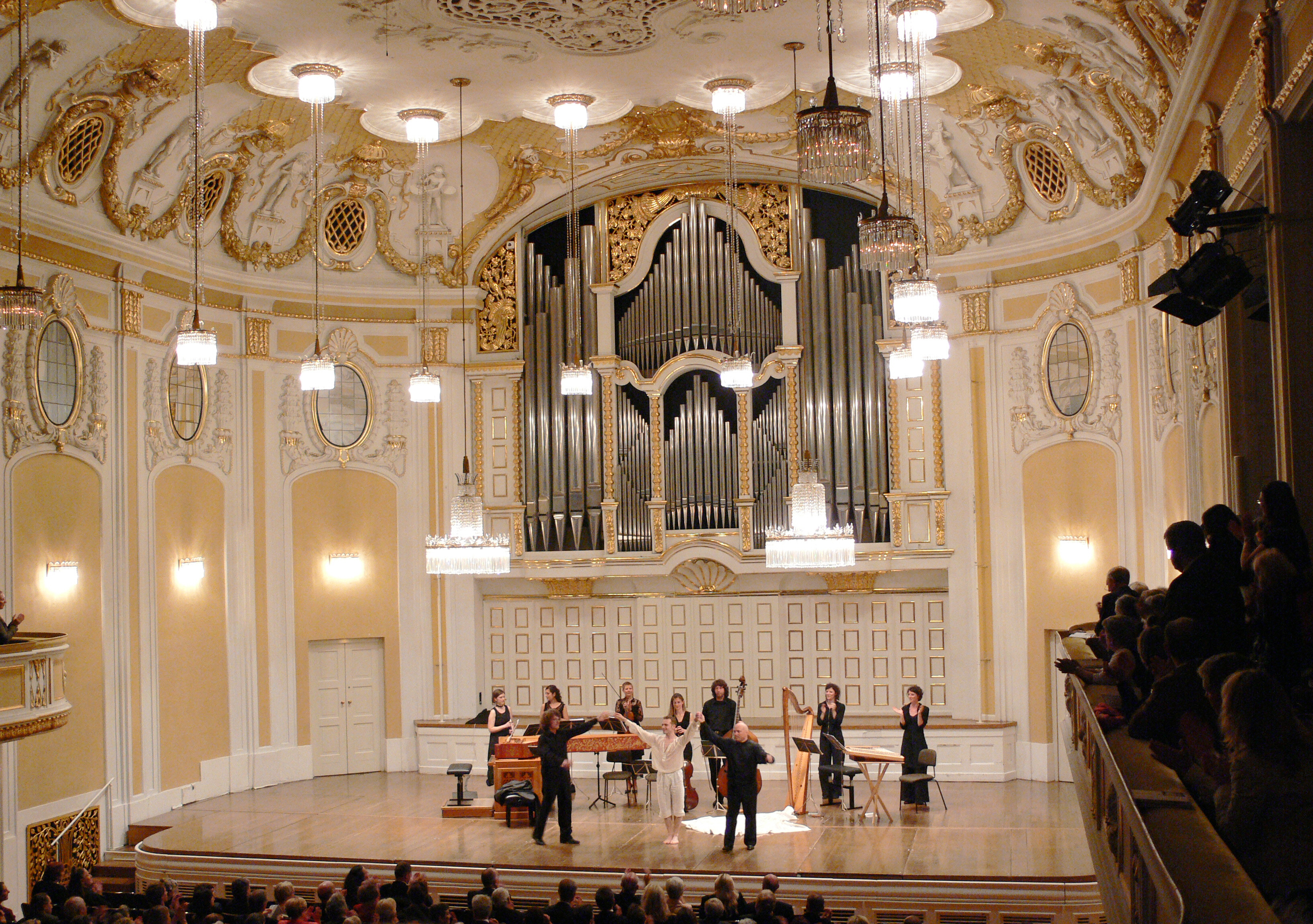
La Sala Grande, vista del palcoscenico.

La fondazione Mozarteum ha la sua sede principale al n. 26 della Schwarzstraße, nell'edificio realizzato fra il 1910 e il 1914 su progetto dell'architetto Richard Berndl, all'interno del quale si trova la sala da concerto denominata Wiener Saal. La fondazione possiede inoltre l'adiacente edificio, concepito dal medesimo architetto, che ospita la Sala Grande (Großer Saal), una delle più note sale da concerto di Salisburgo, dove fra l'altro hanno luogo parecchi concerti del Festival di Salisburgo. La sala è dotata di un grande organo originariamente costruito dalla casa austriaca Rieger e poi sostituito da un moderno Eule nel 2007.
Allo scopo di gettare un ponte fra la custodia del lascito mozartiano e la cultura contemporanea, la fondazione Mozarteum assume iniziative nei tre ambiti della sua attività:
- organizzazione di concerti: dal 1956 la fondazione organizza ogni anno la "Mozartwoche" (Settimana mozartiana), una serie di concerti di altissimo livello che vengono tenuti verso la fine di gennaio (intorno alla ricorrenza della nascita di Mozart, il 27 gennaio), nonché numerosi altri concerti nel corso di tutto l'anno;
- gestione dei musei: la fondazione gestisce i musei allestiti nella casa natale di Mozart, nella Getreidegasse, e nella casa dove Mozart abitò a partire dal 1773, sul Makartplatz;
- promozione della ricerca: dal 1954 la fondazione, alla quale appartengono circa 300 autografi mozartiani, promuove la redazione della Neue Mozart-Ausgabe, collabora alla Digital Interactive Mozart Edition, e cura la pubblicazione di vari altri contributi scientifici, fra cui il Mozart-Jahrbuch; inoltre, la fondazione gestisce la Bibliotheca Mozartiana, che raccoglie circa 35.000 titoli e oltre 6.000 partiture musicali.

## Mozarteumorchester Salzburg
La Mozarteumorchester di Salisburgo era in origine l'orchestra degli allievi della scuola musicale. Nel 1939 l'orchestra si separò dall'allora scuola superiore e si costituì come istituzione indipendente, diventando un'orchestra di musicisti professionisti. Dal 2004 è stata diretta da Ivor Bolton ed ha dal 2017 come Chief conductor Riccardo Minasi. Ha la sua sede nell'Orchesterhaus al n. 10 della Erzbischof-Gebhard-Straße, nel quartiere di Nonntal.